# Bernardí Martorell i Puig
Bernardí Martorell i Puig (Barcelona, 1877 - ídem, 1937) fou un arquitecte català, fill de Bernardí Martorell i Falp i renebot del també arquitecte Joan Martorell i Montells. Va néixer al Passatge Bernardí Martorell l'any 1877. Titulat el 1902, rebé la influència d'Antoni Gaudí i Lluís Domènech i Montaner, a part de la del seu besoncle. Martorell estigué a cavall entre el modernisme i l'historicisme.

Església de Sant Agustí

Les seves obres més destacades són l'Església de Sant Agustí, a Sabadell, el Cementiri d'Olius (1916), el monestir de Santa Maria de Valldonzella (1912-1923) i el convent de les Oblates del Santíssim Redemtpor, a Bellesguard (1919-1925), entre d'altres, en l'àmbit religiós i la Casa Enric Laplana (1907), la casa Pilar Serrahima (1911), les dues a Barcelona; i la casa de la Campana, a sant Feliu de Guíxols (1911), entre d'altres.
La seva vida està molt vinculada a la del Cardenal Francesc d'Assís Vidal i Barraquer, amb qui tenia relació de parentesc i gràcies a qui va ser arquitecte diocesà de Solsona, Tarragona i Barcelona, càrrec que li va permetre tenir projectes de gran envergadura des de ben jove i donar-se a conèixer a nivell professional. Com a arquitecte diocesà de Solsona realitzà el projecte de reforma de l'església de Puig-reig (1917), la de Fígols de les Mines (1919) i la de Mollerussa (1928), que no es varen poder dur a terme.
Va morir durant la Guerra Civil espanyola, l'any 1937.

## Obres principals
- Església de Sant Agustí (Escoles Pies) de Sabadell 1924-1932[3]
- Acabament del Seminari Conciliar de Barcelona (saló d'actes i detalls de la reixa i la façana) (1903).
- Cementiri d'Olius (1916)
- Hotel Sant Roc, Solsona (1920) - direcció d'obra del projecte d'Ignasi Oms.
- Can Montal, Arenys de Mar (1921)
- Custòdia de la Catedral de Tarragona (1922).
- Cementiri de Cambrils (1922).
- Passeig Maristany, Camprodon (1924)
- Convent del Santíssim Redemptor de les Oblates de Bellesguard (1926)
- Casa de Joaquim Duran i Barraquer, Sitges (1929)
- Església parroquial de la Sagrada Família, Navàs, cúpula i campanar (1928-1931)
- Casa La Campana, Sant Feliu de Guíxols (1911)

### Barcelona
| Any        | Nom                                                           | Ubicació                  | Descripció | Estat   | Foto                            |
| ---------- | ------------------------------------------------------------- | ------------------------- | --- | ------- | ------------------------------- |
| 1910- 1913 | Convent de Valldonzella                                       |                           | D'estil modernista neogòtic.                                                                                     | Molt bo | Convent de Valldonzella         |
| 1926       | Convent del Santíssim Redemptor de les Oblates de Bellesguard | Carrer de Bellesguard, 30 | D'estil modernista neogòtic. Avui serveix l'Aula Magna i Aula Sacra a la Universitat Abat Oliba CEU de Barcelona | Molt bo | Convent del Santíssim Redemptor |

### Cambrils
| Any        | Nom                                      | Ubicació               | Descripció                                                               | Estat   | Foto                                     |
| ---------- | ---------------------------------------- | ---------------------- | ------------------------------------------------------------------------ | ------- | ---------------------------------------- |
| 1914- 1921 | Celler del Sindicat Agrícola de Cambrils | Carrer del Sindicat, 2 | Antic celler d'estil modernista, actualment agrobotiga i museu agrícola. | Molt bo | Antiga seu de la Cooperativa de Cambrils |

### Tarragona
| Any  | Nom                       | Ubicació      | Descripció | Estat   | Foto                      |
| ---- | ------------------------- | ------------- | --- | ------- | ------------------------- |
| 1926 | Convent de les Teresianes | Rbla. Nova 79 | Destaca el maó com a element principal de la construcció. La façana principal presenta un disseny de clara inspiració gaudiniana, de qui Martorell havia estat deceble. | Molt bo | Convent de les Teresianes |